# Oxypoda cruda
Oxypoda cruda är en skalbaggsart som beskrevs av Thomas Casey 1911. Oxypoda cruda ingår i släktet Oxypoda och familjen kortvingar. Inga underarter finns listade i Catalogue of Life.